# 삼길포항
삼길포항(三吉浦港)은 충청남도 서산시 대산읍 화곡리에 있는 어항이다. 1999년 1월 1일 국가어항으로 지정되었으며, 관리청은 해양수산부 서해어업관리단, 시설관리자는 서산시장이다.

## 연혁
- 이 지역은 삼한시대 마한에 속했으며, 고려 충렬왕때부터 서산이라 불리다가 1914년 서산군으로 통합된 이후 행정구역이 일부 분리, 통합되는 과정을 거쳐 1989년 서산시로 승격되어 오늘에 이르고 있다.
- 삼길포항은 1994년 기본조사 및 시설계획을 수립했으며, 2000년 기본설계 용역을 하고 2002년 실시설계 용역을 했다.[1]

## 어항 구역
본 항의 어항구역은 다음과 같다.
- 수역: 기존선착장(동측) 기부 중심에서 육지부를 따라 남동방향으로120m 이동한 점, 이점에서 N45°E 방향으로 400m (해상) 이동한 점, 이점에서 N45°W 방향으로 550m (해상) 이동한 점, 이점에서 S45°W 방향으로 육지부를 연결하는 선을 따라 형성된 공유수면[2]

## 개발 계획
2011년 1월 5일 고시된 개발계획 변경 주요 내용은 다음과 같다
- 방파제 299m, 물양장 357m, 선착장 120m, 호안 65m, 선양장 30m, 준설 32.8천m3, 진입도로 700m, 차도선부두 15m

## 특징
- 삼길포항은 서산에서 가장 큰 포구로 우럭과 노래미가 많이 잡혀 매년 우럭축제가 열린다. 이곳은 잡아온 우럭과 꽃게, 붕장어 등을 배에서 파는 독특한 어시장이 있다. 어부가 직접 파는 것이기 때문에 자연산 횟감과 해산물을 값싸게 살 수 있어 단골들이 많이 찾는다고 한다. 포구 뒤로 난 산길에서 바라보는 풍경은 가히 절경이며 특히 벚꽃이 피는 계절엔 많은 관광객이 찾는다.[4]

## 관련 행사
- '충남 서산 삼길포항 우럭축제'가 2008년 6월 13일부터 15일까지 개최되었다.[5]

- 제6회 '삼길포 우럭축제'가 2010년 10월 1일 오전 11시부터 3일까지 사흘간 서산시 대산읍 화곡리 삼길포 일원에서 열렸다.[6]